# Тулучинське сільське поселення
Тулучи́нське сільське поселення (рос. Тулучинское сельское поселение) — сільське поселення у складі Ванінського району Хабаровського краю Росії.
Адміністративний центр — селище Тулучі.

## Населення
Населення сільського поселення становить 589 осіб (2019; 726 у 2010, 921 у 2002).

## Склад
До складу сільського поселення входять:
| Населений пункт             | Населення, осіб (2002) | Населення, осіб (2010) |
| --------------------------- | ---------------------- | ---------------------- |
| Акур, селище                | 47                     | 26                     |
| Акурський Совхоз-38, селище | 6                      | 2                      |
| Тулучі, селище              | 868                    | 698                    |